# Plateosauridae
Plateosauridae ("plateosauridi") byla čeleď vývojově primitivních sauropodomorfních dinosaurů z kladu Plateosauria, žijící v období pozdního triasu a rané jury.

## Rozšíření
Jejich fosilie známe z Evropy (Plateosaurus), Grónska (Issi), Brazílie (Unaysaurus, Macrocollum), Indie (Jaklapallisaurus), Číny (Yimenosaurus) a Jižní Afriky (Euskelosaurus). Spadají sem i některé hůře známé a nejisté taxony, jako je například jihoafrický Plateosauravus. I u jedinců rodu Plateosaurus se však vyskytuje výrazná vnitrodruhová morfologická variabilita, což může taxonomii plateosauridů výrazně ovlivnit.

## Historie
Skupina byla formálně popsána americkým paleontologem Othnielem Charlesem Marshem v roce 1895. Její odborná definice zní: Všechny druhy příbuznější druhu Plateosaurus engelhardti než druhu Massospondylus carinatus.

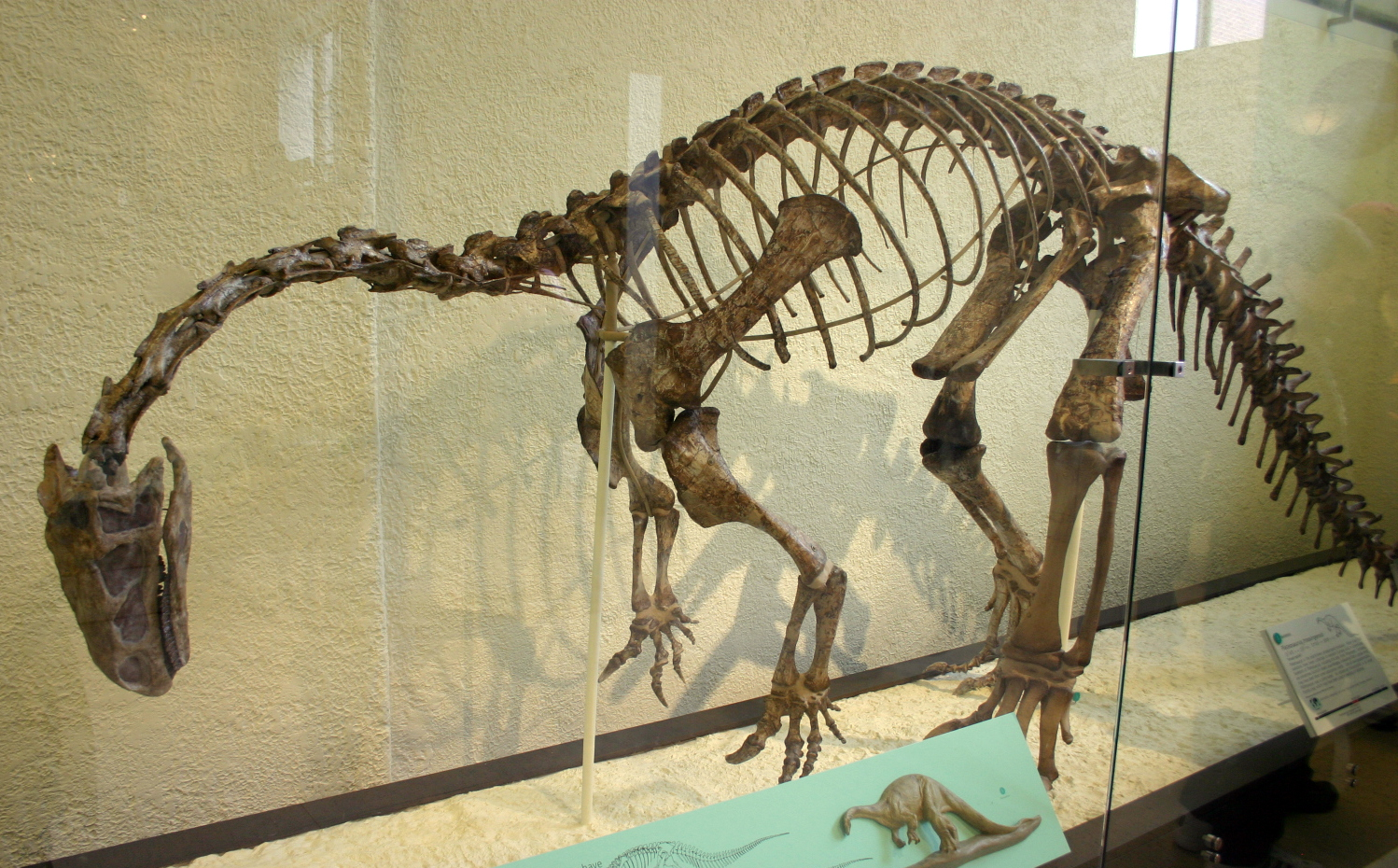
Kostra plateosaura

### Česká literatura
- SOCHA, Vladimír (2020). Pravěcí vládci Evropy. Kazda, Brno. ISBN 978-80-88316-75-6. (str. 60–62)